# إس إس 203
إس إس 203، كانت هذه الغواصة تابعة للبحرية الأمريكية من طراز Tambor، وخدمت في المحيط الهادئ خلال الحرب العالمية الثانية وحصلت على سبع نجوم قتالية لخدمتها. بعد الحرب شاركت في الاختبار النووية في بيكيني أتول في عام 1946.

## البداية
كانت الغواصة الملقبه ب Tuna ثاني سفينة تابعة للبحرية الأمريكية[بحاجة لمصدر] يتم تسميتها بهذا الاسم، وهي سمكة قوية وذات زعانف شوكية تحظى بتقدير كبير للرياضة والطعام. تم وضع عارضة لها في 19 يوليو 1939 في فاليجو، كاليفورنيا[بحاجة لمصدر] ، بواسطة ساحة البحرية في جزيرة ماري. ثم أطلقت في 2 أكتوبر 1940 برعاية السيد Wilhelm L. Friedell[بحاجة لمصدر]، وتم تكليفها في 2 يناير 1941. غادرت الغواصة سان دييغو، كاليفورنيا، في 19 مايو 1941 إلى بيرل هاربور وتدريب الشيكداون. كشفت العمليات في مياه هاواي أن أنابيب الطوربيد في الغواصة كانت منحرفة. ادت هذه المشكلة إلى عودتها إلى جزيرة ماري لإجراء إصلاحات. أثناء الهجوم الياباني على بيرل هاربور في 7 ديسمبر 1941، كانت الغواصة ترقد في حوض جاف في جزيرة ماري. انطلقت إلى بيرل هاربور في 7 يناير 1942.

## مهام ما بعد الحرب
بعد الحرب، عملت الغواصة في مهمة تدريبية حتى أبحرت إلى ليتي في الفلبين في 13 أبريل. لمست الغواصة خليج سوبيك وسايبان قبل أن تعود إلى بيرل هاربور في 5 سبتمبر. ثم من هناك، انتقلت إلى سان فرانسيسكو[بحاجة لمصدر]، كاليفورنيا، ووصلت في 14 سبتمبر. بعد الانتقال عبر قناة بنما إلى الساحل الشرقي، ظلت الغواصة في الخدمة، الأسطول غير النشط، للمساعدة في صيانة وأمن الغواصات الأخرى المرسلة إلى بورتسموث، نيو هامبشاير، لإجراء الاختبارات. وبهذه الصفة، عملت مع فرقة الغواصات 162، سرب الغواصات 16، أسطول غير نشط، مجموعة نيو لندن، حتى تم اختيارها كسفينة مستهدفة لاختبارات القنبلة الذرية القادمة في بيكيني أتول في جزر مارشال.

## الاختبارات الذرية
عند وصولها إلى بيكيني أتول، بعد تسعة أيام، خصص مكان للغواصة بين السفن المستهدفة الراسية في الجزيرة المرجانية. تم تفجير القنبلة الذرية الأولى في 1 يوليو 1946، والثانية تلتها بعد 24 يومًا. بعد تلقيها أضرارًا سطحية فقط، غادرت الغواصة إلى كواجالين في 22 أغسطس 1946 في طريقها إلى بيرل هاربور والساحل الغربي. في 5 سبتمبر، وصلت إلى مياه هاواي، راسية في قاعدة الغواصة.

## النهاية
في 7 أكتوبر 1946، وصلت الغواصة إلى ترسانة جزيرة ماري البحرية بعد أسبوع حيث رست مع الأسطول التاسع عشر. كان من المقرر إيقاف تشغيلها في 11 ديسمبر 1946، واحتفظ بها كواحدة مختبر إشعاعي وخضعت للعديد من الدراسات الإشعاعية والهيكلية أثناء بقائها في جزيرة ماري. لم تخضع السفينة لأعمال صيانه، وتوقف تشغيلها في 11 ديسمبر 1946. في 20 سبتمبر 1948، سحب أسطول المحيط تيكستا الغواصة من جزيرة ماري «للرحلة الاخيرة» للغواصة. في 24 سبتمبر 1948، غرقت الغواصة في 1160 قامة (6960 قدمًا؛ 2120 مترًا) من المياه في المحيط الهادئ[بحاجة لمصدر] قبالة الساحل الغربي للولايات المتحدة. واخرجت من سجل السفن البحرية في 21 أكتوبر 1948.